# Dor Daim

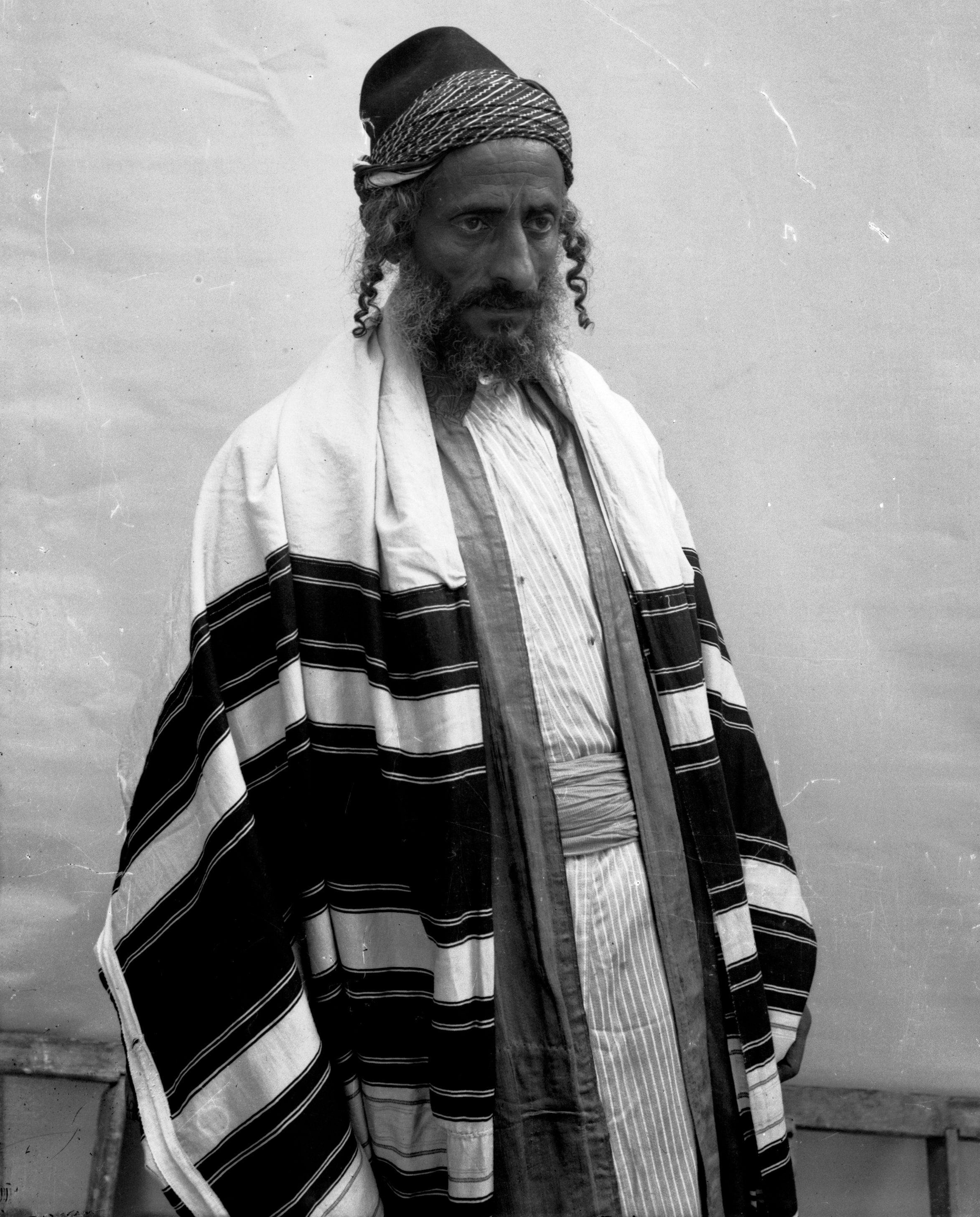
Ebreo dordai yemenita del XIX secolo

Dardaim o Dor daim (in ebraico דרדעים‎?) sono aderenti del movimento ebraico ortodosso Dor Deah (in ebraico דור דעה‎? - "generazione della conoscenza", allusione agli israeliti che furono testimoni dell'Esodo). Tale movimento si sviluppò nello Yemen del XIX secolo sotto Rabbi Yiḥyah Qafiḥ ed ebbe una sua propria rete di sinagoghe e scuole, sebbene di fatto il movimento fosse esistito molto prima che il nome stesso venisse coniato per indicarlo. Secondo l'etnografo e orientalista Shlomo Dov Goitein, l'autore e storiografo Hayyim Habshush era stato un membro di questo movimento prima che venisse ad esso dato il nome Dor Deah, e scrisse: "... Hayyim Habshush ed i suoi amici, in parte sotto l'influenza europea ma spinti soprattutto da sviluppi occorsi tra gli stessi ebrei yemeniti, formarono un gruppo che si opponeva ardentemente a quelle forze di misticismo, superstizione e fatalismo che erano così prevalenti nel paese e si dedicarono ad una conoscenza esatta e al pensiero indipendente, applicandoli alla vita." Fu solo alcuni anni più tardi, quando Rabbi Yihya Qafih divenne preside della scuola ebraica di Sana'a costruita dai turchi ottomani e dove intendeva introdurre un curriculum di studi in cui gli studenti avrebbero imparato anche i rudimenti delle lingue arabo e turca, che Rabbi Yihya Yitzhak Halevi diede al movimento di Rabbi Qafih il nome Daradʻah, parola che è un plurale arabo tronco composto dalle parole ebraiche Dör Deʻoh e che significa "Generazione della Conoscenza."
Gli obiettivi del movimento erano:
1. Combattere l'influenza dello Zohar e successivi sviluppi della Cabala moderna, che allora erano diffusi nella vita ebraica yemenita e che i Dor Daim credevano fossero irrazionali e idolatri;
2. Ripristinare ciò che credevano fosse un approccio razionale all'ebraismo, radicato in fonti autentiche, tra cui il Talmud, Saadia Gaon e specialmente Maimonide;
3. Salvaguardare la più antica tradizione di osservanza ebraico-yemenita (Baladi), che essi credevano fosse basata su questo approccio.

Oggigiorno non esiste un movimento ufficiale Dor Dai, ma il termine viene usato per individui e sinagoghe nell'ambito della comunità yemenita (principalmente in Israele), che condividono le prospettive del movimento originale. Ci sono inoltre alcuni gruppi, sia dentro che fuori della comunità yemenita, che sostengono una tradizione simile e si descrivono come talmide ha-Rambam (discepoli di Maimonide) piuttosto che Dor Daim.

## Storia

### Contesto e rituali
Fin dal primo Medioevo la comunità ebraica yemenita seguiva gli insegnamenti di Maimonide in quasi tutti i problemi giuridici, ed il loro libro di preghiere era sostanzialmente identico al testo stabilito dal suo "Sefer Ahavah". Ciò viene attestato dagli scritti di diversi rinomati rabbini, tra cui Nahmanide, Obadiah di Bertinoro e Yiḥyah Salaḥil (detto il Maharitz). La tradizione yemenita è quindi separata sia dall'ebraismo di corrente sefardita sia da quello aschenazita.
Nei secoli XVI e XVII gli insegnamenti della Cabala, specialmente nella forma promossa da Isaac Luria e dalla sua scuola divennero sempre più popolari nello Yemen e in altre nazioni. Ciò non sempre significava un cambiamento di liturgia; Luria stesso sosteneva che fosse essenziale mantenere quelle forme di preghiera trasmesse dai propri antenati, cosicché le rispettive preghiere potessero raggiungere le porte del Cielo secondo la propria tribù di appartenenza. Tuttavia molte persone e comunità nel mondo (soprattutto ebrei mizrahì, ma anche chassidim) tralasciarono i riti atavici a favore di riti sefarditi praticati da Luria e dal suo circolo più intimo, con la motivazione che questa forma di preghiera avrebbe raggiunto una "tredicesima porta" per coloro che non conoscevano quale fosse la propria tribù.
Tale divisione sarebbe poi stata ripresa dagli ebrei yemeniti. Il sottogruppo Shami adottò un rito influenzato dai sefarditi, anche perché furono forzati a farlo. Altri conservarono la liturgia yemenita atavica, sia che accettassero teologicamente la Cabala zoharica/lurianica o meno. Nel XVIII secolo, per salvaguardare l'uso continuativo del testo yemenita originale, Rabbi Yiḥyah Salaḥ (noto come il Maharitz) offrì un compromesso ed introdusse una nuova edizione del libro di preghiere yemenita che aveva creato. In pratica seguiva il rituale yemenita tradizionale (maimonideo), ma faceva delle concessioni si cabalisti, incorporando per esempio l'inno Lekhah Dodi. Tale nuovo standard venne conosciuto come Baladi (col significato "della nazione", cioè lo Yemen), in contrasto con l'adottato rituale lurianico-sefardita noto come Shami (lett. "del Nord", intendendo palestinese o damasceno). La distinzione aveva ripercussioni anche sulla Halakhah (legge ebraica), con la comunità Baladi che continuava a seguire quasi esclusivamente Maimonide, mentre la comunità Shami accettava anche il codice Shulchan Aruch.
Col tempo certe pratiche cabalistiche divennero sempre più popolari tra gli ebrei yemeniti, fino al punto che la comunità Baladi fu localizzata come popolazione significativa solo intorno all'area della capitale yemenita, Sana'a. Oggigiorno, con la maggioranza degli ebrei yemeniti fuori dello Yemen ed in contatto ravvicinato con aschenaziti e sefarditi, si potrebbe affermare che la proporzione con cui la prospettiva dordai si sta diffondendo (sebbene in forma differente dall'originale) non è molto diversa dal tasso di diffusione con cui gli ebrei yemeniti nel loro complesso stanno abbandonando le proprie tradizioni particolari e si assimilano all'ebraismo mainstream.

### Formazione del movimento
Il movimento dei Dor Daim emerse come forza riconosciuta nell'ultima parte del XIX secolo. Il Dor Deah venne formato da persone che erano contrariate dall'influenza della Cabala, introdotta nello Yemen ne XVII secolo. Credevano che i principi fondamentali dell'ebraismo stessero rapidamente diminuendo a favore del misticismo della Cabala. Scontenti della direzione che l'istruzione e lo sviluppo sociale stava prendendo nello Yemen, diedero inizio al proprio sistema educativo yemenita. Erano inoltre insoddisfatti dell'influenza che i cabalisti (mistici) stavano riscuotendo su varie usanze e rituali (per esempio, il testo dei libri di preghiera), oltre alla forte ascendenza della superstizione, che reputavano contraria a Maimonide. Per esempio, Rabbi Yosef Qafih riporta una delle molte abitudini yemenite "חינוך הבית" in cui cuocevano il pane senza sale e preparavano "la tavola della pacificazione" Invitando 10 e più bambini tra i sette e otto anni che aspettavano fuori, preparavano la tavola, spargendoci sopra cenere in polvere; sbriciolavano del pane normale sopra la cenere per tenerla ferma; uscivano poi dalla cucina rivolgendosi ai demoni (in ebraico שדים‎?), "questa è la vostra porzione." Poco dopo aprivano bruscamente le porte ed i bambini correvano dentro, afferrando i pezzi di pane azzimo e mangiandoli. Rabbi Yiḥyah Qafeh si oppose fermamente a questi minhaghim (riti), essendo dell'opinione che, oltre ad "essere stupidi", fossero proibiti biblicamente poiché darchei haEmori (pratiche pagane).
I Dor Daim reputavano che i cabalisti fossero irrazionali nel loro comportamento e stessero quindi contribuendo al declino dello stato sociale ed economico degli ebrei yemeniti. Tali problematiche portarono Rabbi Yiḥyah Qafiḥ a far progredire il movimento dei Dor Daim. Tra i suoi scopi c'era la ripresa e protezione di quello che egli reputava essere la forma originale dell'ebraismo, come l'aveva codificata il Sinedrio durante i secoli I-III dell'era volgare.
Il movimento non fu ben recepito da alcuni studiosi in Yemen e Israele. Particolarmente controverse furono le opinioni dei Dor Daim riguardo al più famoso dei libri cabastici, lo Zohar. Tali vedute vennero esternate in un libro intitolato Milhamoth HaShem (Guerre del Signore). Un gruppo di rabbini di Gerusalemme pubblicarono un attacco contro l'autore, Rabbi Qafiḥ, col titolo Emunat Hashem (Fede del Signore), prendendo provvedimenti per ostracizzare i membri del movimento; tuttavia, nemmeno quei rabbini yemeniti che opponevano i dardaim prestarono attenzione a tale ostracismo. Al contrario, si imparentarono tra di loro, fecero matrimoni misti, si sedettero insieme nelle case di studio e continuarono a riunirsi con Rabbi Yiḥyeh Qafeh nel Beth din.
Da questo periodo in poi gli ebrei yemeniti possono essere classificati come Shami, Baladi mainstream e Dor Dai o "Rambamisti". Un termine spesso usato dai Dor Daim per quei yemeniti che accettano lo Zohar è Iqq'shim (in ebraico עִקְּשִׁים‎?), cioè "oscurantisti".
Un'importante autorità yemenita susseguente fu il nipote di Rabbi Yiḥyah Qafiḥ, Rabbi Yosef Qafiḥ, che curò molte opere importanti di Maimonide e Saadia Gaon e pubblicò inoltre due nuove edizioni del siddur di rito Baladi. A differenza di suo nonno, Yosef Qafiḥ evitò di esprimere una sua opinione sullo Zohar, ma affermò anche come fosse preferibile ricevere conforto e sostentamento spirituale dalle opere di Maimonide. C'è quindi qualche esitazione nel considerare Yosef Qafiḥ un dordai quanto piuttosto un baladi mainstream. Sua intenzione fu probabilmente quella di riconciliare i due gruppi, nello stesso modo in cui il Maharitz tentò di rappacificare tradizionalisti e cabalisti.

### Dor Daim oggi
Non esiste attualmente un'organizzazione ufficiale Dor Dai, pertanto gli appartenenti sono difficili da identificare. Molti sono restii ad identificarsi con tale nome per timore di persecuzioni. Sopravvivono in Israele alcune sinagoghe originali Dor Dai, ma si sono avvicinate maggiormente alla tradizione Baladi come fece a suo tempo Rabbi Yosef Qafiḥ. Parimenti, non esiste un leader del movimento universalmente riconosciuto. Il successore di Rabbi Yosef Qafiḥ quale guida della comunità yemenita nel suo complesso è generalmente considerato essere Rabbi Ratzon Arusi di Kiryat Ono.
Gli aderenti d'oggi hanno una forte rispetto per la tradizione yemenita in generale, tuttavia non sono di origine esclusivamente yemenita e si descrivono spesso come "talmide ha-Rambam" (discepoli di Maimonide) piuttosto che "dardaim". Nel 2005, ci fu un raduno molto pubblicizzato di coloni israeliani di origine yemenita che si definivano "Dor Daim", ma non è chiaro quanto veramente rappresentassero il movimento Dor Dai storico.